# Adriana
|  | Aquest article tracta sobre el nom. Vegeu-ne altres significats a «Adriana (desambiguació)». |

Adriana és un nom d'origen llatí, que significa "habitant d'Adria" o "habitant d'Atri".
En anglès, el nom ja es va fer servir el segle xvi, tot i que es va barrejar amb Audrey. Shakespeare va fer servir aquest nom a La comèdia dels errors.

## Variants en altres llengües
| - Txec: Adriana - Croat: Adrijana, Jadranka - Francès: Adrienne - Anglès: Adriana, Adrianna, Adrianne - Hipocorístic: Adie, Drina | - Llatí: Hadriana - Polonès: Adriana, Adrianna - Portuguès: Adriana, Adriane - Romanès: Adriana - Serbi: Адријана (Adrijana), Јадранка (Jadranka) | - Eslovac: Adriana - Eslovè: Adrijana, Jadranka - Espanyol: Adriana - Hongarès: Adrienn |